# Walerianów (Grande-Pologne)
Pour les articles homonymes, voir Walerianów.
Walerianów (prononciation : [valɛˈrjanuf]) est un village polonais de la gmina de Koźmin Wielkopolski dans le powiat de Krotoszyn de la voïvodie de Grande-Pologne dans le centre-ouest de la Pologne.
Il se situe à environ 12 kilomètres au nord-ouest de Koźmin Wielkopolski (siège de la gmina), à 23 kilomètres au nord-ouest de Krotoszyn (siège du powiat) et à 65 kilomètres au sud-est de Poznań (capitale régionale).

## Histoire
De 1975 à 1998, le village faisait partie du territoire de la voïvodie de Kalisz.

Depuis 1999, Walerianów est situé dans la voïvodie de Grande-Pologne.